# Scorpaenodes investigatoris
Scorpaenodes investigatoris là một loài cá biển thuộc chi Scorpaenodes trong họ Cá mù làn. Loài này được mô tả lần đầu tiên vào năm 1972.

## Từ nguyên
Từ định danh investigatoris được đặt theo tên gọi của thuyền hơi nước Khảo sát Hàng hải Hoàng gia Ấn Độ Investigator (hậu tố is trong tiếng Latinh biểu thị sở hữu cách số ít), đã thu thập nhiều mẫu vật quan trọng trên vùng biển Ấn Độ, cũng hàm ý đề cập đến sự xuất hiện của loài cá này ngoài khơi Tây Ấn.

## Phân bố và môi trường sống
S. investigatoris hiện được biết đến ở biển Ả Rập, ngoài khơi bờ tây Ấn Độ và Pakistan, phía nam được ghi nhận tại Mozambique, xa về phía đông đến Bangladesh.
S. investigatoris được thu thập ở độ sâu khoảng 50–290 m.

## Mô tả
Chiều dài cơ thể lớn nhất được ghi nhận ở S. investigatoris là 9 cm. Đầu và thân trên màu hồng đỏ, hồng nhạt hoặc trắng kem ở phần bụng. Các vạch dày, sẫm màu phía trên đường bên và quanh mắt. Gốc vây lưng có các đốm màu đỏ nâu sẫm (gần như đen), các đốm khác thường nhỏ hơn có màu nâu sẫm hoặc đen trên vây lưng mềm, vây hậu môn, vây bụng và vây đuôi.
Số gai vây lưng: 13; Số tia vây lưng: 9–10; Số gai vây hậu môn: 3; Số tia vây hậu môn: 5–6; Số gai vây bụng: 1; Số tia vây bụng: 5; Số tia vây ngực: 18–20.